# УЖ — Український журнал
«Український журнал» (абр. УЖ) — україномовний інформаційний культурно-політичний місячник для українців у Чехії, Польщі та Словаччині.

## Фундація «Український журнал»
Фундація «Український журнал» була створена в 2005 році аби популяризувати у Чехії, Польщі і Словаччині ідею часопису «Український журнал». Вона діє на пограниччі польської, української та словацької культур. Фундація організовує зустрічі та акції, що сприяють широкому міжкультурному діалогу. Крім того вона співпрацює з іншими організаціями, які займаються популяризацією культур народів Центрально-Східної Європи.
Заснований фундацією журнал знайомить читачів Польщі, Словаччини та Чехії з життям української громади в цих країнах, загалом із життям у Середній Європі, українською культурою у європейському контексті, суспільними, політичними, культурними подіями в Україні.
Журнал видається за фінансового сприяння Міністерства культури Чеської Республіки.

## Періодичність видання, наклад, дописувачі
Журнал видається раз на місяць (за винятком декількох місяців у 2010 році, коли виходив один журнал на два місяці). Формат паперу — A2. Основний наклад українською мовою видається в Чехії. Існують також додатково наклади журналу на чеській, польській та словацькій мовах.

### Редколегія
Головний редактор журналу — Петро Андрусечко (Познань). До 2011 року — Ленка Віх.
Празька редакція
- Богдан Копчак;
- Валентина Люля;
- Інна Біланин;
- Богдан Зілинський;
- Рене Кочік;
- Яна Леонтієва.

Варшавська редакція
- Ростислав Крамар;
- Петро Тима;
- Анна Коженьовська-Бігун;
- Ярослав Присташ.

Пряшів (Словаччина)
- Олесь Мушинка.

Київська редакція
- Богдана Матіяш;
- Анастасія Левкова;
- Петро Андрусечко.